# Smolan (Kansas)
Smolan es una ciudad situada en el condado de Saline, Kansas, Estados Unidos. Tiene una población estimada, a mediados de 2022, de 163 habitantes.

## Geografía
La localidad está ubicada en las coordenadas 38°44′17″N 97°41′04″O / 38.73806, -97.68444 (38.738116, -97.684352).

## Demografía
Según el censo de 2000, en ese momento los ingresos medios de los hogares de la localidad eran de $40,500 y los ingresos medios de las familias eran de $43,750. Los hombres tenían ingresos medios por $26,750 frente a los $23,750 que percibían las mujeres. Los ingresos per cápita para la localidad eran de $16,149. Alrededor del 10.0% de la población estaba por debajo de la línea de pobreza.
De acuerdo con la estimación 2017-2021 de la Oficina del Censo, los ingresos medios de los hogares de la localidad son de $53,125 y los ingresos medios de las familias son de $54,250. Alrededor del 7.8% de la población está por debajo de la línea de pobreza.